# 2017년 대한민국의 영화 목록
다음은 2017년에 개봉됐던 대한민국의 영화 목록이다.

## 개봉작

### 상반기
| 개봉일 | 개봉일 | 제목                             | 제작/배급                                                                    | 출연/제작진                                                   | 장르                   |
| ------ | ------ | -------------------------------- | ---------------------------------------------------------------------------- | ------------------------------------------------------------- | ---------------------- |
| 1 월   | 4일    | 〈사랑하기 때문에〉              | (주) AD406 / NEW                                                             | 감독 주지홍 출연 차태현, 김유정, 서현진, 임주환, 김윤혜       | 드라마                 |
| 1 월   | 4일    | 〈여교사〉                       | (주) 외유내강 / 필라멘트 픽쳐스                                              | 감독/각본 김태용 출연 김하늘, 유인영, 이원근, 이희준          | 드라마                 |
| 1 월   | 5일    | 〈걱정말아요〉                   | (주) 레인보우팩토리 / 레인보우팩토리                                         | 감독 소준문, 신종훈, 김대견 출연 정지순, 이시후, 권기하 외    | 옴니버스, 드라마       |
| 1 월   | 12일   | 〈문영〉                         | KT&G 상상마당                                                                | 감독 김소연 출연 김태리, 정현, 박완규, 박정식                 | 드라마                 |
| 1 월   | 18일   | 〈더 킹〉                        | (주) 우주필름 / NEW                                                          | 감독 한재림 출연 조인성, 정우성, 배성우, 김아중, 류준열       | 범죄, 드라마           |
| 1 월   | 18일   | 〈공조〉                         | (주) JK필름 / CJ엔터테인먼트                                                 | 감독 김성훈 출연 현빈, 유해진, 김주혁                         | 액션                   |
| 2 월   | 9일    | 〈조작된 도시〉                  | TPS 컴퍼니 / CJ엔터테인먼트                                                  | 감독 박광현 출연 지창욱, 심은경, 안재홍                       | 범죄, 액션             |
| 2 월   | 15일   | 〈그래, 가족〉                   | 청우필름 / 월트 디즈니 컴퍼니 코리아 (유) 스튜디오                           | 감독 마대윤 출연 이요원, 정만식, 이솜, 정준원                 | 드라마, 코미디         |
| 2 월   | 16일   | 〈재심〉                         | 이디오플랜 / 오퍼스픽쳐스                                                    | 감독 김태윤 출연 정우, 강하늘, 김해숙, 이동휘, 이경영, 한재영 | 드라마                 |
| 2 월   | 22일   | 〈루시드 드림〉                  | (주)퍼펙트스톰 필름 / 워너 브러더스 코리아(주)                               | 감독 김준성 출연 고수, 설경구, 박유천, 강혜정, 박인환, 천호진 | SF, 스릴러             |
| 2 월   | 22일   | 〈싱글라이더〉                   | 로드픽쳐스 / NEW                                                             | 감독 이주영 출연 이병헌, 공효진, 안소희                       | 드라마                 |
| 3 월   | 1일    | 〈눈길〉                         | KBS / (주)엣나인필름, CGV 아트하우스                                         | 감독 이나정 출연 김영옥, 김향기, 김새론, 조수향               | 드라마                 |
| 3 월   | 1일    | 〈눈밭〉                         | 명필름영화학교 / (주)리틀빅픽쳐스                                            | 감독 조재민 출연 진영, 지우                                   | 드라마                 |
| 3 월   | 1일    | 〈커피메이트〉                   | 써니엔터테인먼트(주) / (주)스톰픽쳐스코리아                                  | 감독 이현하 출연 오지호, 윤진서                               | 멜로/로맨스            |
| 3 월   | 1일    | 〈해빙〉                         | 위더스 필름 / 롯데엔터테인먼트                                               | 감독 이수연 출연 조진웅, 신구, 김대명                         | 스릴러                 |
| 3 월   | 2일    | 〈녹화중이야〉                   | 노가리필름                                                                   | 감독 박민국 김혜연, 최현우, 서진원, 박상규                    | 멜로, 로맨스           |
| 3 월   | 9일    | 〈아티스트: 다시 태어나다〉      | (주)영화사 소요, (주)백그림 / 콘텐츠판다                                     | 감독 김경원 출연 류현경, 박정민, 문종원, 이순재               | 드라마                 |
| 3 월   | 16일   | 〈왕을 참하라〉                  | (주)영화사조은 / BoXoo 엔터테인먼트                                          | 감독 김재수 출연 강윤, 강연정, 추석영                         | 드라마                 |
| 3 월   | 16일   | <비정규직 특수요원>              | (주)스톰픽쳐스코리아 / (주)스톰픽쳐스코리아 , (주)이수C&E                    | 감독 김덕수 출연 강예원, 한채아                               | 코미디, 액션           |
| 3 월   | 22일   | 〈만담강호〉                     | (주)달고나엔터테인먼트, kth / 인디스토리                                     | 감독 오인용 출연 정지혁, 김창후, 김정훈                       | 코미디, 액션           |
| 3 월   | 23일   | 〈프리즌〉                       | (주)큐로홀딩스 / (주)쇼박스                                                  | 감독 나현 출연 한석규, 김래원                                 | 범죄, 액션             |
| 3 월   | 23일   | 〈보통사람〉                     | (주)트리니티엔터테인먼트 / 오퍼스픽쳐스                                      | 감독 김봉한 출연 손현주, 장혁                                 | 드라마                 |
| 3 월   | 23일   | 〈밤의 해변에서 혼자〉           | (주) 영화제작전원사 / 콘텐츠판다 , (주) 영화제작전원사                       | 감독 홍상수 출연 김민희                                       | 드라마                 |
| 3 월   | 29일   | 〈원라인〉                       | (주)미인픽쳐스 , (주)곽픽쳐스 / NEW                                          | 감독 양경모 출연 임시완, 진구, 박병은                         | 범죄                   |
| 4 월   | 5일    | 〈어느날〉                       | 인벤트스톤 / 오퍼스픽쳐스 , CGV 아트하우스                                   | 감독 주지홍 출연 김남길, 천우희                               | 드라마                 |
| 4 월   | 6일    | 〈다시, 벚꽃〉                   | 문화방송 / 영화사 진진                                                       | 감독 유해진 출연 장범준                                       | 다큐멘터리             |
| 4 월   | 6일    | <시간위의 집>                    | 리드미컬그린(주) , 자이온 엔터테인먼트 / (주)리틀빅픽쳐스 , 페퍼민트앤컴퍼니 | 감독 임대웅 출연 김윤진, 택연, 조재윤                         | 미스터리, 스릴러       |
| 4 월   | 6일    | 〈아빠는 딸〉                    | 영화사 김치(주) / 메가박스(주)플러스엠                                       | 감독 김형협 출연 윤제문, 정소민                               | 코미디, 드라마         |
| 4 월   | 20일   | 〈마리안느와 마가렛〉            | 팝엔터테인먼트                                                               | 감독 윤세영                                                   | 다큐멘터리             |
| 4 월   | 20일   | 〈지렁이〉                       |                                                                              | 감독 윤학렬                                                   | 드라마                 |
| 4 월   | 26일   | 〈서서평, 천천히 평온하게〉      | Connect Picture                                                              | 감독 윤세영                                                   | 다큐멘터리             |
| 4 월   | 26일   | 〈임금님의 사건수첩〉            | CJ엔터테인먼트                                                               | 감독 문현성                                                   | 코미디, 어드벤처, 액션 |
| 4 월   | 26일   | 〈특별시민〉                     | 쇼박스                                                                       | 감독 박인제                                                   | 드라마                 |
| 4 월   | 27일   | 〈극장판 또봇: 로봇군단의 습격〉 |                                                                              | 감독 고동우, 이다희                                           | 애니메이션             |
| 5 월   | 3일    | 〈슈퍼 빼꼼: 스파이 대작전〉     | 메가박스 플러스엠                                                            | 감독 임아론                                                   | 애니메이션, 코미디     |
| 5 월   | 3일    | 〈보안관〉                       | 롯데엔터테인먼트                                                             | 감독 김형주                                                   | 범죄, 코미디           |
| 5 월   | 9일    | 〈석조저택 살인사건〉            | 키다리아엔터                                                                 | 감독 임아론                                                   | 스릴러                 |
| 5 월   | 11일   | 〈컴, 투게더〉                   |                                                                              | 감독 신동일                                                   | 드라마                 |
| 5 월   | 11일   | 〈길〉                           | 더블&조이픽쳐스                                                              | 감독 정인봉                                                   | 범죄, 액션, 드라마     |
| 5 월   | 17일   | 〈불한당: 나쁜 놈들의 세상〉     | CJ 엔터테인먼트                                                              | 감독 변성현                                                   | 드라마                 |
| 5 월   | 18일   | 〈마차 타고 고래 고래〉          | 와이드 릴리즈                                                                | 감독 안재석                                                   | 범죄, 드라마           |
| 5 월   | 25일   | 〈쇠파리〉                       | Gram Films                                                                   | 감독 안철호                                                   | 멜로/로맨스, 드라마    |
| 5 월   | 25일   | 〈너에게만 들려주고 싶어〉       | 엑티비스 엔터테인먼트                                                        | 감독 박병환                                                   | 드라마                 |
| 5 월   | 31일   | 〈꿈의 제인〉                    |                                                                              | 감독 조현훈                                                   | 드라마                 |
| 5 월   | 31일   | 〈대립군〉                       | 21세기 폭스                                                                  | 감독 정윤철                                                   | 드라마, 사극           |
| 6 월   | 1일    | 〈우리들의 일기〉                |                                                                              | 감독 임공삼                                                   | 액션, 드라마           |
| 6 월   | 8일    | 〈델타 보이즈〉                  |                                                                              | 감독 고봉수                                                   | 드라마, 코미디         |
| 6 월   | 8일    | 〈악녀〉                         |                                                                              | 감독 정병길                                                   | 액션                   |
| 6 월   | 8일    | 〈용순〉                         |                                                                              | 감독 신준                                                     | 드라마                 |
| 6 월   | 15일   | 〈하루〉                         |                                                                              | 감독 조선호                                                   | 스릴러                 |
| 6 월   | 15일   | 〈중독노래방〉                   |                                                                              | 감독 김성찬                                                   | 미스터리, 판타지       |
| 6 월   | 28일   | 〈리얼〉                         |                                                                              | 감독 이사랑                                                   | 액션                   |
| 6 월   | 29일   | 〈옥자〉                         |                                                                              | 감독 봉준호                                                   |                        |
| 6 월   | 29일   | 〈박열〉                         |                                                                              | 감독 이준익                                                   | 드라마                 |

### 하반기
| 개봉일 | 개봉일 | 제목                            | 제작/배급                | 출연/제작진                                                                                                   | 장르                               |
| ------ | ------ | ------------------------------- | ------------------------ | --- | ---------------------------------- |
| 7 월   | 6일    | 〈재꽃〉                        | 팁 포커스                | 감독 박석영                                                                                                   | 드라마                             |
| 7 월   | 6일    | 〈그 후〉                       | 영화제작전원사           | 감독 홍상수                                                                                                   | 드라마                             |
| 7 월   | 13일   | 〈비스티걸스〉                  |                          | 감독 신진우                                                                                                   | 드라마                             |
| 7 월   | 26일   | 〈군함도〉                      | CJ 엔터테인먼트          | 감독 류승완                                                                                                   | 액션, 드라마                       |
| 7 월   | 27일   | 〈포클레인〉                    |                          | 감독 이주형                                                                                                   |                                    |
| 8 월   | 2일    | 〈택시운전사〉                  | 쇼박스                   | 감독 장훈 | 드라마                             |
| 8 월   | 3일    | 〈여자들〉                      |                          | 감독 이상덕                                                                                                   | 드라마                             |
| 8 월   | 9일    | 〈청년경찰〉                    | 롯데엔터테인먼트         | 감독 김주환                                                                                                   | 액션                               |
| 8 월   | 17일   | 〈장산범〉                      | 넥스트 엔터테인먼트 월드 | 감독 허정 | 미스터리, 스릴러                   |
| 8 월   | 23일   | 〈브이아이피〉                  |                          | 감독 박훈정                                                                                                   | 범죄, 드라마                       |
| 8 월   | 24일   | 〈더 테이블〉                   |                          | 감독 김종관                                                                                                   | 드라마, 로맨스                     |
| 8 월   | 30일   | 〈로마의 휴일〉                 | 메가박스 플러스엠        | 감독 이덕희                                                                                                   | 코미디, 드라마                     |
| 9 월   | 6일    | 〈살인자의 기억법〉             | 쇼박스                   | 감독 원신연                                                                                                   | 범죄, 스릴러                       |
| 9 월   | 14일   | 〈귀향, 끝나지 않은 이야기〉    |                          | 감독 조정래                                                                                                   | 드라마, 다큐멘터리                 |
| 9 월   | 14일   | 〈사월의 끝〉                   |                          | 감독 김광복                                                                                                   | 미스터리, 스릴러                   |
| 9 월   | 14일   | 〈여배우는 오늘도〉             |                          | 감독 문소리                                                                                                   | 드라마, 코미디                     |
| 9 월   | 14일   | 〈시인의 사랑〉                 | CJ CGV                   | 감독 김양희                                                                                                   | 드라마                             |
| 9 월   | 21일   | 〈이웃집 스타〉                 |                          | 감독 김성옥                                                                                                   | 코미디                             |
| 9 월   | 21일   | 〈아이 캔 스피크〉              | 롯데 엔터테인먼트        | 감독 김현석                                                                                                   | 코미디                             |
| 9 월   | 27일   | 〈분장〉                        |                          | 감독 남연우                                                                                                   | 드라마                             |
| 10 월  | 3일    | 〈남한산성〉                    | CJ 엔터테인먼트          | 감독 황동혁                                                                                                   | 사극, 드라마                       |
| 10 월  | 3일    | 〈넛잡 2〉                      | 롯데 엔터테인먼트        | 감독 캘런 브런키                                                                                              | 애니메이션, 어드벤처, 가족, 코미디 |
| 10 월  | 3일    | 〈범죄도시〉                    | 메가박스 플러스엠        | 감독 강윤성 출연 마동석, 윤계상, 조재윤, 최귀화, 임형준, 진선규, 홍기준, 허동원, 하준, 김성규, 박지환, 허성태 | 범죄, 액션                         |
| 10 월  | 12일   | 〈희생부활자〉                  | 쇼박스                   | 감독 곽경택                                                                                                   | 미스터리, 스릴러                   |
| 10 월  | 19일   | 〈대장 김창수〉                 |                          | 감독 이원태                                                                                                   | 드라마                             |
| 10 월  | 19일   | 〈가을 우체국〉                 |                          | 감독 임완태                                                                                                   | 멜로 · 로맨스, 드라마              |
| 10 월  | 25일   | 〈유리정원〉                    |                          | 감독 신수원                                                                                                   | 미스터리, 드라마                   |
| 10 월  | 26일   | 〈뷰티풀 투모로우〉             |                          | 감독 정재혁                                                                                                   | 드라마                             |
| 11 월  | 2일    | 〈침묵〉                        | CJ 엔터테인먼트          | 감독 정지우                                                                                                   | 드라마                             |
| 11 월  | 2일    | 〈메소드〉                      |                          | 감독 방은진                                                                                                   | 드라마                             |
| 11 월  | 2일    | 〈부라더〉                      | 메가박스 플러스엠        | 감독 장유정                                                                                                   | 코미디                             |
| 11 월  | 2일    | 〈내게 남은 사랑을〉            |                          | 감독 전광교                                                                                                   | 드라마                             |
| 11 월  | 9일    | 〈미옥〉                        |                          | 감독 이만규                                                                                                   | 범죄, 액션                         |
| 11 월  | 9일    | 〈채비〉                        |                          | 감독 조영준                                                                                                   | 드라마                             |
| 11 월  | 15일   | 〈7호실〉                       | 롯데 엔터테인먼트        | 감독 이용승                                                                                                   | 코미디                             |
| 11 월  | 16일   | 〈로마서 8:37〉                 |                          | 감독 신영닛                                                                                                   | 드라마                             |
| 11 월  | 22일   | 〈꾼〉                          | 쇼박스                   | 감독 장창원                                                                                                   | 범죄                               |
| 11 월  | 23일   | 〈역모: 반란의 시대〉           |                          | 감독 김홍선                                                                                                   | 사극, 액션                         |
| 11 월  | 29일   | 〈기억의 밤〉                   | 메가박스 플러스엠        | 감독 장항준                                                                                                   | 미스터리, 스릴러                   |
| 11 월  | 29일   | 〈반드시 잡는다〉               | 넥스트 엔터테인먼트 월드 | 감독 김홍선                                                                                                   | 스릴러                             |
| 12 월  | 7일    | 〈뽀로로 극장판 공룡섬 대모험〉 |                          | 감독 김현호, 윤재완                                                                                           | 애니메이션                         |
| 12 월  | 7일    | 〈돌아온다〉                    |                          | 감독 허철 | 드라마                             |
| 12 월  | 14일   | 〈강철비〉                      | 넥스트 엔터테인먼트 월드 | 감독 양우석                                                                                                   | 액션, 드라마                       |
| 12 월  | 20일   | 〈신과 함께 - 죄와 벌〉         | 롯데 엔터테인먼트        | 감독 김용화                                                                                                   | 판타지, 드라마                     |
| 12 월  | 27일   | 〈1987〉                        | CJ 엔터테인먼트          | 감독 장준환                                                                                                   | 드라마                             |

## 같이 보기
- 2017년 대한민국

## 참고 자료
- KOFIC 영화데이터베이스